# Knóssos
Knóssos (též Knossus, Cnossus, Gnossus, řecky Κνωσός) je archeologická lokalita z doby bronzové na ostrově Kréta. Pravděpodobně se jednalo o správní a politické centrum celé mínojské civilizace a její kultury. V současnosti se jedná o turistickou atrakci, jež se nachází poblíž krétského hlavního města Heráklion.

## Historie

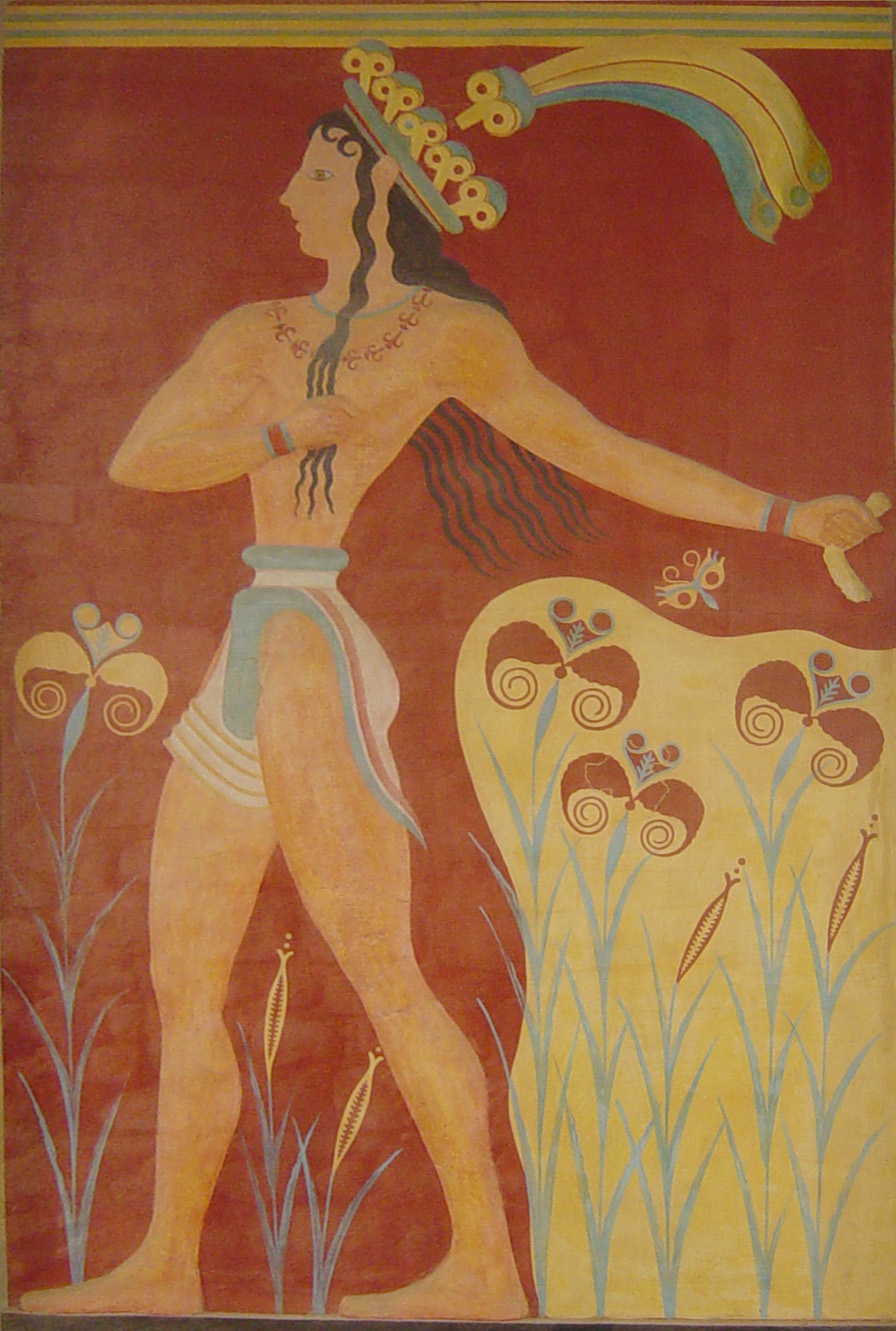
Princ s liliovou korunou, jedna z nástěnných maleb v paláci

Lokalita má za sebou velmi dlouhou historii lidského osídlení. Její první neolitičtí osadníci se zde objevili již kolem roku 7000 př. n. l. Postupem času se sídliště zvětšovalo a procházelo dynamickými společenskými změnami. První palác zde byl postaven již v 19. století př. n. l., v tzv. prvním palácovém období mínojské civilizace. Během následujících 300 let prošel několika přestavbami způsobenými zemětřesením. V době svého definitivního zničení, pravděpodobně vpádem mořských národů kolem roku 1400 př. n. l., palác představoval rozsáhlé administrativní a náboženské centrum s 5000–8000 obyvateli.
Město Knóssos zůstalo důležitým centrem i po celé období vývoje starověkého Řecka a římského impéria. V 9. století se jeho obyvatelstvo přestěhovalo do blízkého arabského města Ḫandaq (dnešní Heráklion).

## Výzkum
Ruiny města objevil roku 1878 krétský obchodník a starožitník Minos Kalokairinos. Začal zde provádět první výzkumy, které odkryly část skladištních prostor rozsáhlého paláce, konkrétně jeho západní části. Dne 16. března 1900 zakoupil celou lokalitu britský archeolog Arthur Evans, který zde zahájil rozsáhlé výzkumné práce. Během několika měsíců jeho pracovníci vykopali podstatnou část paláce, jehož kulturu Evans posléze pojmenoval podle bájného krétského krále Mínoa. Evans se rovněž pokusil zabezpečit a v některých případech i doplnit zbytky nalezených staveb a to i s použitím nezvyklých stavebních článků, jako jsou betonové překlady imitující dřevěné trámy nebo za pomoci rozsáhlých doplňků zachovaných nástěnných maleb.

## Popis

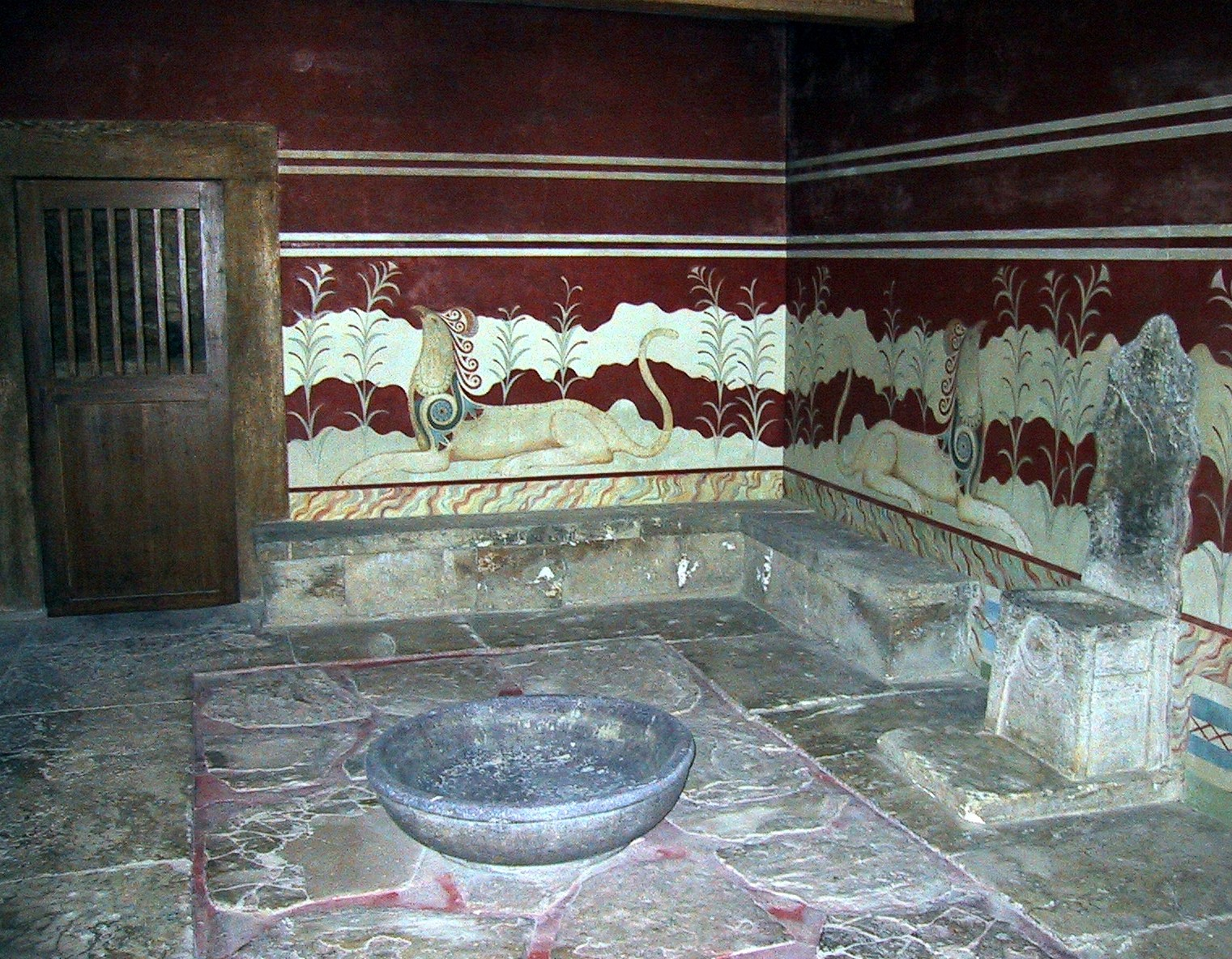
Trůnní sál

Pojem palác je zavádějící. Spíš se jednalo o mohutný komplex s tisíci místnostmi různých funkcí, jež byly navzájem provázány chodbami, připomínajícími bludiště. Jeho název labyrint (řecky labyrinthos) pochází od všudypřítomných symbolů dvojitých kultovních seker (řecky labrys). Tento výraz se již ve starověku stal synonymem pro bludiště.
Palác byl rozdělen do čtyř několikapatrových křídel s velkým centrálním dvorem. Jednotlivé místnosti plnily funkci skladišť, obytných či administrativních prostorů. Jeho obyvatelé byli zásobováni vodou z vodovodů, která byla posléze odváděna stokami.
Stěny ceremoniální části – trůnního sálu – byly zdobeny reliéfy a malbami fantastických i živých zvířat, lidí a rostlin. Ve skladištích se našlo množství velkých nádob zvaných pithoi, které sloužily jako zásobnice na obilí či oleje. Nálezy množství hliněných destiček s obrázkovým písmem a lineárními písmy A a B potvrzují existenci rozsáhlé palácové administrativy.